# Bing and the Dixieland Bands
Bing and the Dixieland Bands – kompilacyjny album muzyczny piosenkarza Binga Crosby’ego wydany w 1951 roku przez Decca Records.

## Lista utworów

### strona 1
| 1. | „The Dixieland Band”            | 2:36  |
|    |                                 |       |
| 2. | „Jamboree Jones”                | 3:02  |
|    |                                 |       |
| 3. | „Walking the Floor Over You”    | 3:08  |
|    |                                 |       |
| 4. | „When My Dream Boat Comes Home” | 2:24  |
|    |                                 |       |
|    |                                 | 11:10 |
|    |                                 |       |

### strona 2
| 1. | „Blue (and Broken Hearted)”  | 3:03  |
|    |                              |       |
| 2. | „After You’ve Gone”          | 3:10  |
|    |                              |       |
| 3. | „Feudin’ and Fightin’”       | 3:15  |
|    |                              |       |
| 4. | „Goodbye, My Lover, Goodbye” | 2:37  |
|    |                              |       |
|    |                              | 12:05 |
|    |                              |       |

## Twórcy
- Bing Crosby – wokal
- Bob Crosby’s Bob Cats – Yank Lawson (trąbka); Floyd O'Brien (puzon); Matty Matlock (klarnet); Eddie Miller (saksofon tenorowy); Jess Stacy (fortepian); Nappy Lamare (gitara); Bob Haggart (bas smyczkowy); Ray Bauduc (perkusja)
- Eddie Condon and His Orchestra – „Wild Bill” Davison (kornet); Brad Gowans (puzon); Joe Dixon (klarnet); Bud Freeman (saksofon tenorowy); Gene Schroeder (pianista w „Blue (and Broken Hearted)”); Joe Sullivan (pianista w „After You’ve Gone”); Eddie Condon (gitara)